# Израильско-тайваньские отношения
Израильско-тайваньские отношения — международные двусторонние дипломатические, военные, культурные, торговые и иные отношения между Израилем и Тайванем.
В настоящее время между двумя странами нет полноценных открытых дипломатических отношений из-за международного статуса Тайваня, тем не менее, две страны поддерживают экономические и торговые отношения, у Израиля есть представительский офис, открытый на острове в 1993 году. Израиль официально не признаёт суверенитет Тайваня.
В начале 1980-х годов у Израиля были дипломатические отношения только с 7 из 28 стран Азии. Страны, которые не установили дипломатических отношений с Израилем были мусульманскими, коммунистическими, а также Тайвань. В мае 1993 года в Тель-Авиве было открыто экономическо-торговое представительство Тайбэя, а в августе того же года Израиль также открыл в Тайбэе торгово-экономическое представительство и, таким образом, отношения между двумя странами стали регулярными.
Неофициальные отношения между двумя странами выражаются преимущественно в научной, торговой и промышленной сферах.

## История

### Ранняя история
Ещё до того, как коммунисты победили в китайской гражданской войне, Национальная народная партия Китая (Гоминьдан) боролась с руководимой Мао Цзэдуном Коммунистической партией Китая за выживание. Поэтому Китайская Республика держалась отдалённо от Израиля и не захотела признать его или установить с ним какие-либо связи в надежде на сохранение связей с многочисленными арабскими государствами, чьи голоса были нужны ей в ООН.

## Сотрудничество

### Экономика и торговля
В 2020 году Тайвань заняла 5 место в списке крупнейших рынков сбыта израильских товаров в Азии, на общую сумму 2,5 млрд шекелей.